# Мурлыка
Мурлы́ка (англ. Gay Purr-ee, букв. «Беззаботный Пурр-иж») — мультфильм. Производство: США, 1962 год. Продолжительность 85 мин.

## Сюжет
Мурлыка — это деревенская кошечка, мечтающая о жизни в Париже. Весёлое, наполненное песнями и очаровательной музыкой приключение начинается с похищения Мурлыки котами-преступниками. Дела её плохи. Но отважные коты — Жан-Том и его верный друг Робеспьер — раскрывают преступный замысел и бросаются на выручку Мурлыке в надежде спасти похищенную кошечку.

## Роли озвучивали
- Джуди Гарленд — Мурлыка (речь, вокал)
- Роберт Гуле — Жан Том
- Ред Баттонс — Робспирр
- Пол Фрис — Мяурис
- Гермиона Джинголд — мадам Рубенс-Шатте
- Мел Бланк, Мори Амстердам, Джоан Гарднер, Джули Беннетт

## Создатели
- Композитор Гарольд Арлен на стихи Е. И. Харбурга
- Аранжировщик и дирижёр Морт Линдси
- Аранжировка вокала Джозеф Дж. Лилли
- Авторы сценария Дороти и Чак Джонс
- Аниматоры Бен Уошэм, Фил Данкан, Хэл Эмбро, Рэй Паттерсон, Грант Симмонс, Ирв Спенс, Дон Ласк, Хэнк Смит, Харви Тумбс, Волас Джонс, Кен Харрис, Арт Дэвис, Фрэд Мэдисон, Дон Тоусли
- Режиссёр последовательностей Стив Кларк
- Арт-директор Виктор Хабуш
- Художники-постановщики Роберт Сингер, Ричард Анг, "Корни" Коул, Рэй Арагон, Эдвард Левитт, Эрнест Нордли
- Стилизация цвета Глория Вуд, Роберт Инман, Дон Питерс, Фил Норман, Ричард Келси
- Титры Джон Хайтсмэн
- Ассоциированный продюсер Ли Орджел
- Продакшн-менеджер Эрл Джонас
- Редакторы Сэм Хорта, Эрл Беннетт
- Музыкальные редакторы Джордж Проберт, Уэйн Хьюс
- Дополнительные диалоги Ральф Райт
- Камера Рой Хатчкрофт, Дэн Миллер, Джек Стивенс, Дуэйн Киган
- Супервайзер чека Грэйс МакКарди
- Исполнительный продюсер Генри Дж. Саперштейн
- Режиссёр Эйб Левитоу

## Источник
- Молтин Леонард. О мышах и магии. История американского рисованного фильма = Of Mice and Magic. A History of American Animated Cartoons / Переводчик Хитрук Ф.С.. — М.: Издательство Дединского, 2018. — С. 415. — 640 с. — ISBN 978-5-6040967-0-3.